# گلدن ترای‌انگل (نیوجرسی)
گلدن ترای‌انگل (به انگلیسی: Golden Triangle) یک منطقهٔ مسکونی در ایالات متحده آمریکا است که در شهرستان کمدن، نیوجرسی واقع شده‌است. گلدن ترای‌انگل ۷٫۶۳۷ کیلومتر مربع مساحت و ۴٬۱۴۵ نفر جمعیت دارد و ۸ متر بالاتر از سطح دریا واقع شده‌است.